# فرودگاه خاتانگا
فرودگاه خاتانگا فرودگاهی عمومی واقع در دهکدهٔ خاتانگا در کشور روسیه است.

## شرکت‌های هواپیمایی و مقصدهای پروازی
| شرکت‌های هواپیمایی | مقصدهای پروازی |
| ----------------- | -------------- |
| KrasAvia          | یملیانو        |